# Dunaferr SE
Dunaferr Sportegyesület (Dunaferr SE) är en idrottsförening från staden Dunaújváros i Ungern, bildad 1951 (samma år som staden) med klubbnamnet Sztálinvárosi Vasas.  Senare bytte den namn till Sztálinvárosi Kohász och därefter Dunaújvárosi Kohász SE. "Dunaferr" syftar på järnverket i Dunaújváros, som 1984 lanserade varumärket och logotypen Dunaferr. 1992 omvandlades företaget till ett aktiebolag och 2004 privatiserades det.
I handboll har både damlaget och herrlaget nått framgångar. Sedan 2011 är damlaget självständigt och heter Dunaújvárosi Kohász KA medan herrlaget upplöstes den 1 juli 2011.

## Meriter

### Handboll, damer
- Champions League-mästare 1999
- Cupvinnarcupmästare 1995
- EHF-cupmästare 1998
- Europeisk supercupmästare 1999

### Handboll, herrar
- Ungerska mästare 2000
- Final i Cupvinnarcupen 2000

## Spelare i urval

### Fotboll, herrar
- Dénes Rósa

### Handboll, damer
- Beatrix Balogh
- Nikolett Brigovácz
- Ágnes Farkas
- Erzsébet Kocsis
- Anita Kulcsár
- Gabriella Markoč (Kindl)
- Ibolya Mehlmann
- Anikó Meksz
- Zsuzsanna Pálffy
- Katalin Pálinger
- Krisztina Pigniczki
- Bojana Radulovics
- Judit Simics
- Beáta Siti

### Handboll, herrar
- Gábor Császár
- Nándor Fazekas
- Gyula Gál
- Oleg Grebnev
- Tamás Iváncsik
- Milorad Krivokapić
- Roland Mikler
- Tamás Mocsai
- Marko Vujin